# Quentin Skinner
Pour les articles homonymes, voir Skinner.
Quentin Robert Duthie Skinner (né le 26 novembre 1940 à Oldham dans le Lancashire) est professeur et titulaire de la chaire Barber Beaumont des sciences humaines du College Queen Mary, de l'université de Londres.
Skinner occupait auparavant la chaire Regius d'histoire moderne à l'Université de Cambridge. En 2006, il a reçu le Prix Balzan pour son apport dans l'histoire de la pensée politique.
Avec J.G.A. Pocock, il est le chef de file de l'école dite « de Cambridge ». Celle-ci se caractérise notamment par l'attention qu'elle porte au contexte des œuvres philosophiques ainsi qu'à l'intention de l'auteur dans sa participation au débat politique de son temps.

## Pensée
En 1978, Skinner a publié son premier ouvrage majeur, The Foundations of Modern Political Thought, paru en français en 2001 sous le titre Les Fondements de la pensée politique moderne.
Deux traits caractérisent l'œuvre de Skinner : le contextualisme et le républicanisme.
1. Le contextualisme renvoie à l'effondrement de l'interprétation Whig de l'histoire, notamment sous les coups de boutoir de Duncan Forbes et de Peter Laslett, mais aussi, plus généralement, à la suite du déclin de l'influence de l'Église anglicane et de la dissolution de l'Empire britannique. Puisque les penseurs politiques ne doivent plus être compris par rapport à une idée Whig du progrès, par rapport à une trajectoire prédéterminée, il faut qu'ils soient compris par rapport à leurs propres intentions, et dans le contexte spécifique dans lequel ils ont écrit.
2. Le républicanisme de Skinner, qu'il a développé à partir des années 1980, alors que Margaret Thatcher était au pouvoir, répond également au désarroi dans lequel la fin de l'empire et la fin de l'influence sociale de l'Église anglicane a laissé l'Angleterre. Le républicanisme est une alternative au monde victorien dont le jeune Skinner a vu la fin.

## Critiques
Michael Freeden lui reproche de ne pas assez tenir compte du fait que les idées ne sont pas seulement produites mais consommées et que, donc, il faut tenir compte aussi de comment elles sont perçues. Se focaliser sur les intentions du théoricien lui semble un peu restrictif d'autant que le théoricien n'a pas forcément conscience des implications de sa pensée. Le livre d'Ellen Meiksins Wood intitulé Liberté et propriété constitue une critique majeure des thèses défendues dans Les fondements de la pensée politique moderne.

## Publications

### Œuvres traduite en français
- Machiavel, Paris, Le Seuil, coll. « Philosophie Générale », 1989, 181 p. (ISBN 978-2-02-010829-4)
- La liberté avant le libéralisme, Paris, Le Seuil, coll. « Liber », 2000, 131 p. (ISBN 978-2-02-036751-6)
- L'Artiste en philosophie politique : Ambrogio Lorenzotti et le bon gouvernement, Paris, Le Seuil, coll. « Liber », 2003, 240 p. (ISBN 978-2-912107-15-2)
- Les fondements de la pensée politique moderne, Paris, Albin Michel, 2001 (réimpr. 2009), 928 p. (ISBN 978-2-226-11706-9)
- Hobbes et la conception républicaine de la liberté  (trad. de l'anglais), Paris, Albin Michel, coll. « Sciences humaines », 2009, 238 p. (ISBN 978-2-226-18710-9)
- « Repenser la liberté politique », trad. Alicia-Dorothy Mornington, in Raisons Politiques, 2009/4 (no 36),  (ISBN 978-2-7246-3151-7)
- La vérité et l'historien  (trad. de l'anglais), Paris, Les Belles Lettres, 2012, 68 p. (ISBN 978-2-7132-2368-6)
- Visions politiques. Volume 1 : Sur la méthode, Genève, Droz, coll. « Titre courant », 2018, 273 p.
- « L'histoire, la philosophie politique et l'École de Cambridge », trad. Justine Brisson et Arnaud Miranda, in Raisons politiques, 2024/1 (n°93), p. 15-30.

### Œuvres parues en anglais

#### Livres
- The Foundations of Modern Political Thought: Volume I: The Renaissance (Cambridge University Press, 1978)
- The Foundations of Modern Political Thought: Volume II: The Age of Reformation (Cambridge University Press, 1978)
- Machiavelli (Oxford University Press, 1981)
- Reason and Rhetoric in the Philosophy of Hobbes (Cambridge University Press, 1996)
- Liberty before Liberalism (Cambridge University Press, 1998)
- Visions of Politics: Volume I: Regarding Method (Cambridge University Press, 2002)
- Visions of Politics: Volume II: Renaissance Virtues (Cambridge University Press, 2002)
- Visions of Politics: Volume III: Hobbes and Civil Science (Cambridge University Press, 2002).
- Hobbes and Republican Liberty (Cambridge University Press, 2008)

#### Livres édités
- (Corédacteur et collaborateur), Philosophy, Politics and Society: Fourth Series (Basil Blackwell, Oxford, 1972)
- (Corédacteur et collaborateur), Philosophy in History (Cambridge University Press, 1984)
- (Corédacteur et collaborateur), The Return of Grand Theory in the Human Sciences (Cambridge University Press, 1985)
- (Corédacteur et collaborateur), The Cambridge History of Renaissance Philosophy (Cambridge University Press, 1988)
- (Corédacteur), Machiavelli, The Prince (trans. Russell Price) (Cambridge University Press, 1988)
- (Corédacteur et collaborateur), Machiavelli and Republicanism (Cambridge University Press, 1990)
- (Corédacteur et collaborateur), Political Discourse in Early-modern Britain (Cambridge University Press, 1993)
- (Corédacteur) Milton and Republicanism (Cambridge University Press, 1995)
- (Corédacteur et collaborateur), Republicanism: A Shared European Heritage, Volume I: Republicanism and Constitutionalism in Early Modern Europe (Cambridge University Press, 2002)
- (Corédacteur et collaborateur), Republicanism: A Shared European Heritage, Volume II: The Values of Republicanism in Early Modern Europe (Cambridge University Press, 2002)
- (Corédacteur et collaborateur), States and Citizens: History, Theory, Prospects (Cambridge University Press, 2003)
- (Corédacteur), Thomas Hobbes: Writings on Common Law and Hereditary Right (The Clarendon Edition of the Works of Thomas Hobbes, Volume XI) (The Clarendon Press, Oxford, 2005)
- (Corédacteur et collaborateur), Sovereignty in Fragments: The Past, Present and Future of a Contested Concept (Cambridge University Press, 2010)

## Distinctions

### Prix
- 1979 : Wolfson History Prize
- 1997 : Médaille du Collège de France
- 2001 : Prix d'enseignement Pilkington de l'université de Cambridge[5]
- 2001 : Prix Benjamin E. Lippincott de l'American Political Science Association
- 2006 : Prix Balzan
- 2007 : Prix David Easton de l'American Political Science Association
- 2008 : Prix scientifique Bilefeldskaja (de)

### Sociétés savantes
- 1971 : Membre de la Royal Historical Society
- 1981 : Membre de la British Academy[6]
- 1986 : Membre d'honneur étranger de l'Académie américaine des arts et des sciences
- 1989 : Membre de la Academia Europaea
- 1996 : Membre de la Royal Society of Arts
- 1997 : Membre étranger de la Société américaine de philosophie
- 1999 : Membre d'honneur de l'Académie royale d'Irlande
- 2007 : Membre étranger de l'Académie des Lyncéens
- 2009 : Membre Correspondant de l'Académie autrichienne des sciences
- 2015 : Membre étranger de l'Académie royale danoise des sciences et des lettres

### Honneurs universitaires
- 1992 : Doctorat honoris causa en Lettres Humaines de l'Université de Chicago
- 1992 : Doctorat honoris causa en Lettres de l'Université d'East Anglia
- 1997 : Doctorat honoris causa en Philosophie de l'Université d'Helsinki
- 1997 : Membre d'honneur du Gonville and Caius College
- 2000 : Membre d'honneur de la Queen Mary University of London
- 2000 : Doctorat honoris causa en Lettres de l'Université d'Oxford
- 2004 : Doctorat honoris causa en Philosophie du Katholieke Universiteit Leuven
- 2005 : Doctorat honoris causa en Droit de l'Université Harvard [7]
- 2005 : Doctorat honoris causa en Lettres de l'Université de St Andrews
- 2007 : Doctorat honoris causa en Lettres de l'Université nationale et capodistrienne d'Athènes
- 2007 : Doctorat honoris causa en Lettres de l'Université d'Aberdeen
- 2008 : Membre d'honneur du Christ's College de Cambridge
- 2009 : Membre d'honneur de l'académie de l'Université Adolfo Ibáñez (Chili)
- 2011 : Doctorat honoris causa en Philosophie de l'Université d'Oslo
- 2014 : Doctorat honoris causa en Philosophie de l'Université de Copenhague
- 2017 : Doctorat honoris causa en Lettres de l'Université du Kent
- 2018 : Doctorat honoris causa en Lettres de l'Université d'Uppsala